# Villalbín
Villalbín è un centro abitato del Paraguay; è situato nel dipartimento di Ñeembucú, di cui forma uno dei 16 distretti. 

## Popolazione
Al censimento del 2002 la località contava una popolazione urbana di 366 abitanti (2.091 nel distretto).

## Caratteristiche
Villalbín è situata nella parte meridionale del dipartimento; le principali attività economiche sono l'allevamento e l'agricoltura.